# Пёстрые муравьянки
Пёстрые муравьянки (лат. Gymnopithys) — род птиц из семейства типичных муравьеловковых (Thamnophilidae). Представители рода распространены в Центральной и Южной Америке.

## Список видов
В состав рода включают три вида:
- Gymnopithys bicolor — Двуцветная пёстрая муравьянка}
- Gymnopithys rufigula — Красногорлая пёстрая муравьянка
- Gymnopithys leucaspis — Белощёкая пёстрая муравьянка